# Conacul urban de pe str. Tricolorului, 42 (Chișinău)
Conacul urban de pe str. Tricolorului, 42 este o clădire amplasată pe str. Tricolorului, 42 în Chișinău, Republica Moldova. Este un monument istoric și arhitectural de importanță națională inclus în Registrul monumentelor Republicii Moldova ocrotite de stat cu nr. 271 (municipiul Chișinău). Datează din jum. II a sec. XIX.